# Ut pictura poësis
La locuzione latina Ut pictura poësis, formulata dal poeta Quinto Orazio Flacco, tradotta letteralmente significa "Come nella pittura così nella poesia" (Orazio, A. Pisone, 361). Come dire quindi "la poesia è come un quadro" o "un quadro è come una poesia".
Secondo Orazio esiste un tipo di poesia che piace maggiormente se vista da vicino, ed un'altra che piace solamente se guardata da lontano, o riosservata una seconda volta, o analizzata con un occhio critico, come avviene per la pittura. Fin dagli antichi il legame fra la poesia e la pittura è sempre stato dibattuto. Orazio con la sua "Ars Poetica" ("L'Epistola ai Pisoni", uno dei testi di riferimento fondamentali per tutto il discorso filosofico e storico sull'Estetica, fino ai giorni nostri) vuole mettere in risalto come in poesia e in arte esistano opere immediatamente comprensibili, lampanti, ed altre meno.